# Brunellia
Brunellia Ruiz & Pav. è un genere di piante angiosperme dell'ordine Oxalidales, unico genere della famiglia Brunelliaceae Engl..

## Tassonomia
Il genere comprende le seguenti specie:
- Brunellia acostae Cuatrec.
- Brunellia acutangula Bonpl.
- Brunellia alnifolia Bohórq.-Os. & C.I.Orozco
- Brunellia amayensis C.I.Orozco
- Brunellia boliviana Britton ex Rusby
- Brunellia boqueronensis Cuatrec.
- Brunellia briquetii Baehni
- Brunellia brunnea J.F.Macbr.
- Brunellia cayambensis Cuatrec.
- Brunellia comocladiifolia Bonpl.
- Brunellia costaricensis Standl.
- Brunellia cutervensis Cuatrec.
- Brunellia cuzcoensis Cuatrec.
- Brunellia darienensis Cuatrec. & D.M.Porter
- Brunellia dichapetaloides J.F.Macbr.
- Brunellia dulcis J.F.Macbr.
- Brunellia ecuadoriensis Cuatrec.
- Brunellia elliptica Cuatrec.
- Brunellia ephemeropetala C.I.Orozco & Á.J.Pérez
- Brunellia farallonensis Cuatrec.
- Brunellia foreroi C.I.Orozco
- Brunellia glabra Cuatrec.
- Brunellia goudotii Tul.
- Brunellia gracilis C.I.Orozco
- Brunellia hexasepala Loes.
- Brunellia hippocrepiformis C.I.Orozco & Á.J.Pérez
- Brunellia hygrothermica Cuatrec.
- Brunellia inermis Ruiz & Pav.
- Brunellia integrifolia Szyszyl.
- Brunellia latifolia Cuatrec.
- Brunellia littlei Cuatrec.
- Brunellia lobinii Böhnert & Weigend
- Brunellia macrophylla Killip & Cuatrec.
- Brunellia mexicana Standl.
- Brunellia morii Cuatrec.
- Brunellia neblinensis Steyerm. & Cuatrec.
- Brunellia occidentalis Cuatrec.
- Brunellia oliveri Britton
- Brunellia ovalifolia Bonpl.
- Brunellia pallida Cuatrec.
- Brunellia pauciflora Cuatrec. & C.I.Orozco
- Brunellia penderiscana Cuatrec.
- Brunellia pitayensis Cuatrec.
- Brunellia propinqua Kunth
- Brunellia putumayensis Cuatrec.
- Brunellia racemifera Tul.
- Brunellia rhoides Rusby
- Brunellia rufa Killip & Cuatrec.
- Brunellia sibundoya Cuatrec.
- Brunellia standleyana Cuatrec.
- Brunellia stenoptera Diels
- Brunellia stuebelii Hieron.
- Brunellia subsessilis Killip & Cuatrec.
- Brunellia susaconensis (Cuatrec.) C.I.Orozco
- Brunellia tomentosa Bonpl.
- Brunellia trianae Cuatrec.
- Brunellia trigyna Cuatrec.
- Brunellia velutina Cuatrec.
- Brunellia weberbaueri Loes.
- Brunellia zamorensis Steyerm.